# Douglas Haig
Douglas Haig, 1. Grof Haig, britanski feldmaršal, *19. junij 1861, Edinburgh, †29. januar 1928, London
Bil je britanski častnik (feldmaršal) med 1. svetovno vojno, ki je poveljeval Britanskem ekspedicijskem korpusu (BEF) od 1915 pa do konca vojne.
Bolje znan je bil po bitki na Somi, tretji bitki za Ypres in o serijah, ki so vodile Nemčijo h kapitulaciji 1918.